# Herb Łochowa
Herb Łochowa – jeden z symboli miasta Łochów i gminy Łochów w postaci herbu.

## Wygląd i symbolika
Herb przedstawia na jednopolowej zielonej tarczy centralnie umieszczoną żółtą głowę łosia.

## Historia

Herb obowiązujący do 19 maja 2008

Herb przyjęty przez Miejską Radę Narodową w 1977 przedstawiał w czerwonej tarczy złoty monogram Ł umieszczony pomiędzy fragmentem złotego koła zębatego a kłosem, także barwy złotej.
Wersja herbu z motywem łosia została zaprojektowana przez mieszkańca Łochowa, rysownika i karykaturzystę Szymona Kobylińskiego. 
W 2005 gmina Łochów podjęła starania o zatwierdzenie także wzoru flagi miejskiej i pieczęci. Ogłoszono w tej sprawie konkurs, m.in. na łamach Gazety Łochowskiej. Wybrane prace przesłano do Komisji Heraldycznej przy MSWiA. Komisja wniosek odrzuciła, jako niezgodny z tradycją historyczną. W opinii Komisji, nazwa Łochów nie pochodzi od łosi, lecz jest nazwą odosobową (dzierżawczą) pochodzącą od nazwiska Loch. Podobną tezę stawia badacz lokalnej historii, Stanisław Sęczyk, w opublikowanej w 1993 książce "Dzieje Łochowa i okolic", gdzie stawia pięć hipotez pochodzenia nazwy miasta, z których za najbardziej prawdopodobną uważa nazwę dzierżawczą od nazwiska Loch lub Łoch. Zdecydowanie natomiast odrzuca pochodzenia od nazwy zwierzęcia. Od 20 maja 2008 obowiązuje nowy wzór autorstwa grafika Andrzeja Heidricha, zatwierdzony przez Komisję Heraldyczną przy MSWiA.